# 雲笈七籤

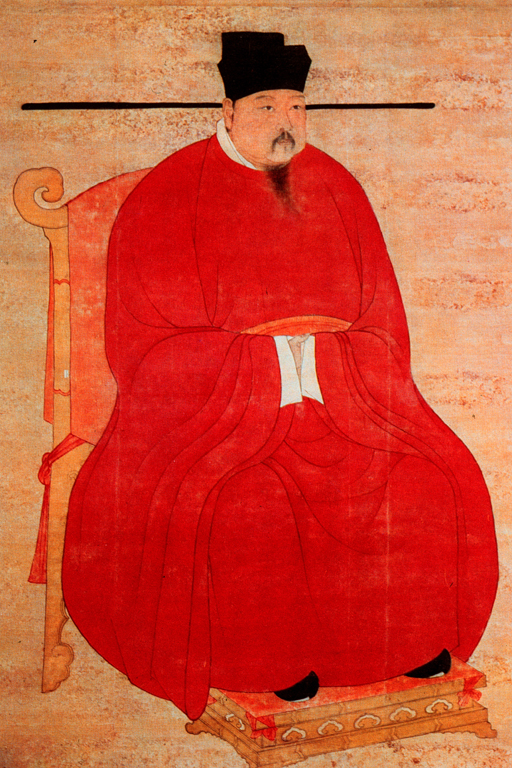
真宗

『雲笈七籤』（うんきゅうしちせん）は、中国・北宋の道教類書である。成立は真宗の天禧年間（1017年 - 1021年）で、撰者は張君房。当初は120巻であったが、現行本は122巻。
『正統道蔵』の太玄部に収録される。道教では書套のことを「雲笈」と呼んでおり、道書の分類に「三洞四輔」の七部があるので、本書の題名を「雲笈七籤」として、三洞四輔の七部の精華を総収した意を表している。本書の内容は道教全般にわたっており、「小道蔵」という呼び方もされている。また、北宋以前の道教の珍しい資料を収集しており、読者が宋以前の道教の概況を把握するのに好材料を提供している。

## 成立
真宗は、1010年に宰相の王欽若に命令して、道教経典の校訂と編集に着手させた。その事業は、1016年にいったん完了する。しかし、その内容や構成等に不十分な点が見つかったので、改めて、張君房に命じて、江南地方の余杭郡（現在の浙江省杭州市）で編纂し直させた。1019年に整理は完了し、真宗に上進されて『大宋天宮宝蔵』の題名を賜った。
本書は、仁宗朝になってから、『大宋天宮宝蔵』の概要を抄出して仁宗に献上されたものである。『大宋天宮宝蔵』が散逸した現在では、宋代以前の道教典籍について窺い知ることのできる貴重な文献となっている。